# Жив-був настроювач
«Жив-був настроювач» (рос. «Жил-был настройщик») — російський радянський художній фільм 1979 року режисера Володимира Аленікова.

## Сюжет
Фільм оповідає про два дні з життя скромного, трохи дивакуватого налагоджувальника музичних інструментів.

## У ролях
- Ролан Биков
- Олена Санаєва
- Валерій Носик
- Михайло Кокшенов
- Михайло Львов
- Ігор Ясулович
- Ніна Тер-Осіпян
- Інна Аленікова
- Ерванд Ашотовіч
- Юрій Дубровін
- Віра Івлєва
- Георгій Мартіросян
- Флора Нерсесова
- Віктор Павловський
- Ілля Рутберг
- Наталія Ченчик
- Ірина Мурзаева
- Олександр Лебедєв

## Творча група
- Автори сценарію: Володимир Аленіков, Ролан Биков
- Режисер-постановник: Володимир Аленіков
- Оператор-постановник: Микола Москвітін
- Художник-постановник: Тетяна Морковкіна
- Композитори: Геннадій Гладков, Сергій Анашкин
- Автор тексту пісень: Маріна Яснова